# Saint-Ferdinand
Saint-Ferdinand är en kommun i provinsen Québec i Kanada. Den ligger i regionen Centre-du-Québec, i den sydöstra delen av landet, 300 km öster om huvudstaden Ottawa. Kommunen införlivade 2000 bykommunen Bernierville och kommunen Vianney.